# Cuvette
Cuvette is een regio in het centrum van Congo-Brazzaville.
De regio heeft een oppervlakte van bijna 75.000 vierkante kilometer en telde in 2007 bij
benadering 142.000 inwoners. De regionale hoofdstad heeft Owando. In 1995 werd uit grondgebied van de regio Cuvette de nieuwe regio Cuvette-Ouest gecreëerd.

## Grenzen
De regio Cuvette grenst aan twee buurlanden van Congo-Brazzaville:
- De provincie Evenaarsprovincie van de Democratische Republiek Congo in het zuidoosten.
- De provincie Haut-Ogooué van Gabon in het westen.

En aan vier andere regio's van het land:
- Cuvette-Ouest in het noordwesten.
- Sangha in het noorden.
- Likouala in het oosten.
- Plateaux in het zuiden.

## Districten
De regio is onderverdeeld in negen districten:
- Boundji
- Loukoléta
- Makoua
- Mossaka
- Ngoko

- Ntokou
- Owando
- Oyo
- Tchikapika

Bouenza · Cuvette · Brazzaville · Cuvette-Ouest · Kouilou · Lékoumou · Likouala · Niari · Plateaux · Pointe-Noire · Pool · Sangha